# Kościół św. Stanisława Biskupa w Rydzynie
Kościół Świętego Stanisława Biskupa w Rydzynie – rzymskokatolicki kościół parafialny znajdujący się w Rydzynie, w powiecie leszczyńskim, w woj. wielkopolskim. Należy do dekanatu rydzyńskiego.

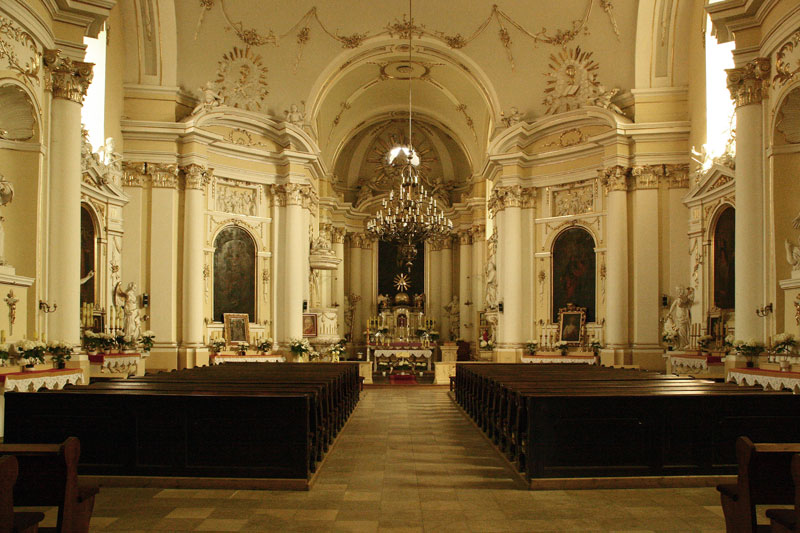
Wnętrze kościoła św. Stanisława

Świątynia została zbudowana w 1751 roku na miejscu wcześniejszej z początku XV stulecia, zniszczonej w 1707 roku i świątyni drewnianej z 1716 roku. Kościół ufundował książę Aleksander Józef Sułkowski. Jest to dzieło Karola Marcina Frantza zamieszkałego w mieście architekta i budowniczego z Legnicy, który był pod wpływem Kiliána Ignáca Dientzenhofera z Pragi. Budowla reprezentuje architekturę późnobarokową. Jej bryła jest bogato ukształtowana, prawie całkowicie pozbawiona kątów prostych. Zachował się oryginalny wystrój wnętrza, częściowo zmieniony w latach 1785–1786 przez Ignacego Graffa, architekta księcia Augusta Sułkowskiego. Wejście główne ozdobione jest portalem z kartuszem herbowym Sulima Sułkowskich. Obszerna nawa w formie wydłużonego ośmiokąta pokryta jest płaską kopułą. Świątynia posiada sześć ołtarzy bocznych. Za ołtarzem głównym mieści się marmurowa gotycka płyta nagrobna Jana Rydzyńskiego (zmarłego 1423) z gotyckim napisem i półplastyczną postacią zmarłego, jeden z najstarszych w Wielkopolsce nagrobków rycerskich.